# Saison 2014-2015 de la LNAH
Saison précédente Saison suivante
La saison 2014-2015 est la dix-neuvième saison de la Ligue nord-américaine de hockey (souvent désignée par le sigle LNAH), ligue de hockey sur glace du Québec et de l’Ontario. Chacune des huit équipes joue quarante parties en saison régulière, dans l’objectif de remporter la Coupe Canam. La saison régulière débute le 3 octobre 2014 et se termine le 7 mars 2015.

## Changements
- Les Braves de Laval change de nom et adopte celui des Prédateurs de Laval.
- Les Viking de Trois-Rivières s'associe à un nouveau sponsor et change leur nom pour le Blizzard Cloutier Nord-Sud de Trois-Rivières.

## Saison régulière

### Classement des équipes
| Clt   | Équipe                         | PJ | V  | D  | DP | BP  | BC  | Pts |
| ----- | ------------------------------ | -- | -- | -- | -- | --- | --- | --- |
| +001, | Éperviers de Sorel-Tracy       | 40 | 30 | 8  | 2  | 196 | 134 | 62  |
| +002, | Marquis de Jonquière           | 40 | 26 | 9  | 5  | 183 | 148 | 57  |
| +003, | Isothermic de Thetford Mines   | 40 | 20 | 15 | 5  | 154 | 159 | 45  |
| +004, | Blizzard CNS de Trois-Rivières | 40 | 20 | 17 | 3  | 193 | 177 | 43  |
| +005, | Cool FM 103,5 de Saint-Georges | 40 | 19 | 17 | 4  | 147 | 163 | 42  |
| +006, | 3L de Rivière-du-Loup          | 40 | 18 | 17 | 5  | 192 | 204 | 41  |
| +007, | Prédateurs de Laval            | 40 | 16 | 22 | 2  | 178 | 204 | 34  |
| +008, | Riverkings de Cornwall         | 40 | 11 | 26 | 3  | 122 | 176 | 25  |

## Séries éliminatoires
Les huit équipes participent aux séries éliminatoires. Les trois rondes se jouent au meilleur des sept matchs.
|  | Quarts de finale | Quarts de finale               | Quarts de finale               | Quarts de finale               |                          |                          | Demi-finales | Demi-finales | Demi-finales | Demi-finales |  |  | Finale | Finale | Finale | Finale |
|  |                  |                                |                                |                                |                          |                          |              |              |              |              |  |  |        |        |        |        |
|  |                  |                                |                                |                                |                          |                          |              |              |              |              |  |  |        |        |        |        |
|  |                  |                                |                                |                                |                          |                          |              |              |              |              |  |  |        |        |        |        |
|  | 1                | Éperviers de Sorel-Tracy       | 4                              | 4                              |                          |                          |              |              |              |              |  |  |        |        |        |        |
|  | 1                | Éperviers de Sorel-Tracy       | 4                              | 4                              |                          |                          |              |              |              |              |  |  |        |        |        |        |
|  | 8                | Riverkings de Cornwall         | 3                              | 3                              |                          |                          |              |              |              |              |  |  |        |        |        |        |
|  | 8                | Riverkings de Cornwall         | 3                              | 3                              | Éperviers de Sorel-Tracy | Éperviers de Sorel-Tracy | 4            | 4            |              |              |  |  |        |        |        |        |
|  |                  |                                |                                |                                | Éperviers de Sorel-Tracy | Éperviers de Sorel-Tracy | 4            | 4            |              |              |  |  |        |        |        |        |
|  |                  |                                | Blizzard CNS de Trois-Rivières | Blizzard CNS de Trois-Rivières | 3                        | 3                        |              |              |              |              |  |  |        |        |        |        |
|  | 4                | Marquis de Jonquière           | Blizzard CNS de Trois-Rivières | Blizzard CNS de Trois-Rivières | 3                        | 3                        | 4            | 4            |              |              |  |  |        |        |        |        |
|  | 4                | Marquis de Jonquière           |                                |                                |                          |                          |              | 4            |              |              |  |  |        |        |        |        |
|  | 5                | Prédateurs de Laval            | 0                              | 0                              |                          |                          |              |              |              |              |  |  |        |        |        |        |
|  | 5                | Prédateurs de Laval            | 0                              | 0                              | Éperviers de Sorel-Tracy | Éperviers de Sorel-Tracy | 0            | 0            |              |              |  |  |        |        |        |        |
|  |                  |                                |                                |                                | Éperviers de Sorel-Tracy | Éperviers de Sorel-Tracy | 0            | 0            |              |              |  |  |        |        |        |        |
|  |                  |                                | Isothermic de Thetford Mines   | Isothermic de Thetford Mines   | 4                        | 4                        |              |              |              |              |  |  |        |        |        |        |
|  | 3                | Isothermic de Thetford Mines   | Isothermic de Thetford Mines   | Isothermic de Thetford Mines   | 4                        | 4                        | 4            | 4            |              |              |  |  |        |        |        |        |
|  | 3                | Isothermic de Thetford Mines   |                                |                                |                          |                          |              |              |              |              |  |  |        |        |        |        |
|  | 6                | 3L de Rivière-du-Loup          | 3                              | 3                              |                          |                          |              |              |              |              |  |  |        |        |        |        |
|  | 6                | 3L de Rivière-du-Loup          | 3                              | 3                              | Marquis de Jonquière     | Marquis de Jonquière     | 1            | 1            |              |              |  |  |        |        |        |        |
|  |                  |                                |                                |                                | Marquis de Jonquière     | Marquis de Jonquière     | 1            | 1            |              |              |  |  |        |        |        |        |
|  |                  |                                | Isothermic de Thetford Mines   | Isothermic de Thetford Mines   | 4                        | 4                        |              |              |              |              |  |  |        |        |        |        |
|  | 2                | Blizzard CNS de Trois-Rivières | Isothermic de Thetford Mines   | Isothermic de Thetford Mines   | 4                        | 4                        | 4            | 4            |              |              |  |  |        |        |        |        |
|  | 2                | Blizzard CNS de Trois-Rivières |                                |                                |                          |                          |              | 4            |              |              |  |  |        |        |        |        |
|  | 7                | Cool FM de Saint-Georges       | 3                              | 3                              |                          |                          |              |              |              |              |  |  |        |        |        |        |
|  | 7                | Cool FM de Saint-Georges       | 3                              | 3                              |                          |                          |              |              |              |              |  |  |        |        |        |        |
|  |                  |                                |                                |                                |                          |                          |              |              |              |              |  |  |        |        |        |        |

## Récompenses

### Trophées et honneurs
Cette section présente l'ensemble des trophées remis aux joueurs et personnalités de la ligue pour la saison.
| Trophée                                                           | Joueur                             |
| ----------------------------------------------------------------- | ---------------------------------- |
| Trophée Claude-Larose Joueur le plus utile à son équipe           | Marco Charpentier (Sorel-Tracy)    |
| Trophée Éric-Messier Meilleur défenseur                           | Samuel Carrier (Sorel-Tracy)       |
| Trophée Guy-Lafleur Meilleur marqueur                             | Marco Charpentier (Sorel-Tracy)    |
| Trophée Maurice-Richard Meilleur buteur                           | Marco Charpentier (Sorel-Tracy)    |
| Trophée Serge-Léveillée Meilleur entraîneur                       | Francis Breault (Sorel-Tracy)      |
| Trophée Jonathan-Delisle Joueur démontrant le meilleur Leadership | Éric Bertrand (Saint-Georges)      |
| Trophée du meilleur gardien de but                                | Pier-Olivier Pelletier (Jonquière) |
| Trophée du joueur le plus gentilhomme                             | Juraj Kolník (Laval)               |
| Trophée de la recrue offensive                                    | Yannick Riendeau (Jonquière)       |
| Trophée de la recrue défensive                                    | Samuel Carrier (Sorel-Tracy)       |

| Trophée                                                                   | Équipe                       |
| ------------------------------------------------------------------------- | ---------------------------- |
| Coupe du Commissaire Équipe de la saison régulière avec le plus de points | Éperviers de Sorel-Tracy     |
| Coupe Canam Vainqueur des séries                                          | Isothermic de Thetford Mines |

### Équipe d'étoiles
- Gardien : Pier-Olivier Pelletier (Jonquière)
- Défenseurs : Samuel Carrier (Sorel-Tracy) et Simon Danis-Pépin (Rivière-du-Loup)
- Centre : Pierre-Luc O'Brien (Laval)
- Ailiers : Marco Charpentier (Sorel-Tracy) et Yannick Riendeau (Jonquière)